# Chelonodon laticeps
Chelonodon laticeps е вид лъчеперка от семейство Tetraodontidae. Видът не е застрашен от изчезване.

## Разпространение и местообитание
Разпространен е в Мадагаскар, Мозамбик, Танзания и Южна Африка.
Обитава полусолени водоеми, океани и морета. Среща се на дълбочина около 1,5 m.

## Описание
На дължина достигат до 20 cm.